# Macroglossum loochooana
Macroglossum loochooana är en fjärilsart som beskrevs av Rothschild 1894. Macroglossum loochooana ingår i släktet Macroglossum och familjen svärmare. Inga underarter finns listade i Catalogue of Life.